# La Spezia
La Spezia é uma comuna italiana da região da Ligúria, Província da Spezia, com cerca de 91 027 habitantes. Estende-se por uma área de 51 km², tendo uma densidade populacional de 1785 hab/km². Faz fronteira com Arcola, Follo, Lerici, Portovenere, Riccò del Golfo di Spezia, Riomaggiore, Vezzano Ligure.

## História
La Spezia e sua província foram colonizadas desde os tempos pré-históricos. Na época romana, o centro mais importante era Luni, não muito longe de Sarzana. Como a capital da efêmera Niccolò Fieschi Signoria no período entre 1256 e 1273, La Spezia estava inevitavelmente ligada às vicissitudes genovesas. Após a queda da República de Gênova, um estado independente até 1797, La Spezia cresceu, desenvolveu e mudou, embora seguindo linhas semelhantes à capital da Ligúria, Gênova. Essa influência da Ligúria ainda pode ser vista no traçado urbano, bem como nos tipos de edifícios e decorações. Isso é notável no carrugio, a rua estreita que divide a Cidade Velha em duas. Chama-se Via del Prione, devido ao pietrone ou pedra grande, no dialeto local prione, onde os anúncios públicos eram lidos.
Caminhando em direção à terra a partir do mar, é possível ver vestígios da história parcialmente ocultos, mas ainda evidentes: pedras gravadas, capitéis e portais em arenito do século XIV, janelas duplas de lanceta que lembram vagamente o futuro estilo renascentista do maneirismo, frontões barrocos e decorações semelhantes às que adornavam os portais dos palácios outrora pertencentes à família Doria e aos Príncipes de Massa.
La Spezia desenvolveu-se substancialmente depois de 1861, quando o grande arsenal naval foi encomendado pelo governo real. Em setembro de 1943, após a capitulação italiana aos Aliados, foi o porto de partida da Marinha italiana quando recebeu ordens de passar para as mãos dos britânicos em Malta. Os alemães chegaram tarde demais para impedir a partida da frota. Durante a guerra, navios de tropas italianos também partiram de La Spezia, incluindo o Kaiser Franz Josef, transatlântico lançado em Trieste em 1911 para a Austrian Lloyd Company, que a Itália havia confiscado em 1919. Foi afundado no porto de La Spezia em 1944.
Após a libertação, La Spezia tornou-se o ponto de partida para os sobreviventes dos campos de concentração nazistas. Do verão de 1945 à primavera de 1948, mais de 23 000 judeus deslocados conseguiram deixar a Itália clandestinamente para o Mandato da Palestina. Depois de longas vicissitudes, os navios Fede, Fenice e Komemiut conseguiram evacuar todos do Golfo di La Spezia, a tal ponto que nos mapas israelenses, La Spezia é chamada de Shaʿar Zion, em hebraico “Portal para Sião”.

## Demografia
| Variação demográfica do município entre 1861 e 2011                               |
|                                                                                   |
| Fonte: Istituto Nazionale di Statistica (ISTAT) - Elaboração gráfica da Wikipedia |